# Meduse (romanzo)
Meduse (Ring of Swords) è un romanzo di fantascienza della scrittrice Eleanor Arnason pubblicato nel 1993.
L'opera, definita "antropologia aliena", tratta le differenze tra la razza umana e gli alieni hwarhath e le difficoltà incontrate durante i negoziati di pace tra le due razze.

## Storia editoriale
L'opera, nel 1994, è stata candidata al Premio James Tiptree Jr.
È il primo romanzo della cosiddetta "serie degli Hwarhath", seguito dalla raccolta di storie brevi Hwarhath Stories: Transgressive Tales by Aliens  (2016).

## Trama
(Eleanor Arnason, Meduse)
Le vicende sono narrate da due diversi punti di vista; quello della biologa Anna Perez e dalle pagine del diario personale di Nicholas Sanders, un terrestre che ha tradito la razza umana per collaborare con gli alieni hwarhath.
La razza umana si è espansa nel cosmo, scoprendo molti pianeti ricchi di vita, tuttavia, l'unica altra razza senziente incontrata è stata quella degli hwarhath, agili e longilinei antropomorfi ricoperti di folto pelo. A cinquant'anni dal primo incontro si hanno ancora poche informazioni su questi alieni. Tra le due razze vi sono stati attriti, sfociati in limitate scaramucce, che hanno sempre visto i terrestri soccombere. Dopo lenti avvicinamenti tra le rispettive diplomazie, le due razze decidono di avviare negoziati di pace: si sceglie quale sede degli incontri, il pianeta Reed 1935-C. Su tale pianeta, coperto da oceani, è attiva una stazione di ricerca scientifica che studia una razza di grandi pseudo-sifonofori. Anna Perez, una delle ricercatrici sul sito, crede che questi animali simili a grandi meduse, gli Pseudosiphonophora gigantans, siano intelligenti e ne studia il metodo di comunicazione basato sul cambiamento di colore di alcuni tentacoli bioluminescenti. Quando le due delegazioni diplomatiche giungono sul pianeta, la routine di ricerca viene turbata. Quando i terrestri scoprono che tra il gruppo di hwarhath vi è il terrestre Nicholas "Nick" Sanders, un linguista creduto morto durante una battaglia nello spazio alcune decine di anni prima. I terrestri sperano di poter ottenere da questi informazioni utili sugli alieni da utilizzare durante i negoziati o, nel caso del loro fallimento, in caso di guerra. A tale scopo, i militari terrestri, di supporto ai diplomatici, venuti a sapere dell'interesse di Nick sulle meduse, obbligano Anna a soddisfare le curiosità di Nick per ottenere da questi informazioni.
Anna obbedisce e inizia a frequentare Nick, venendo a conoscenza del suo passato: preso prigioniero dagli hwarhath durante uno scontro tra navi spaziali, fu sottoposto a tortura dagli alieni per ottenere da questi informazioni strategiche. Nick sopportò con pervicacia le torture e quando gli hwarhath capirono che da questi non era possibile ottenere informazioni, lo liberano permettendogli di vivere con loro. Man mano Nick si riconciliò con gli alieni, capendo il loro punto di vista, tanto da diventare uno stimato collaboratore del capo degli hwarhath, il generale "Primo Difensore" Ettin Gwartha. La situazione precipita quando i militari senza l'autorizzazione della diplomazia terrestre, tentano un colpo di mano. Rapiscono Nick, simulando un incidente a bordo della nave di ricerca pilotata da Anna a sua insaputa e costringendola a collaborare anche in questo caso. Anna, temendo per la sua incolumità e per quella di Nick, che sarà torturato per ottenere informazioni, conscia di essere stata raggirata e strumentalizzata, riesce a inviare un messaggio codificato alla stazione di ricerca. Il messaggio è inutile poiché gli hwarhath sospettavano da tempo macchinazioni dei militari e intervengono uccidendoli. I negoziati, ovviamente falliscono ma riprendono dopo alcuni anni. In questo caso i militari non vengono accettati all'interno della delegazione, ma gli hwarhath richiedono specificamente la presenza di Anna Perez, avendone apprezzata la correttezza. I negoziati si tengono su una stazione spaziale hwarhath la cui ubicazione è stata secretata dagli alieni.
La confidenza tra Anna e Nick si approfondisce e grazie anche alla fiducia accordatagli dagli hwarhath e alla sua esperienza quale esobiologa, la donna apprende la peculiare sociologia aliena che è essenzialmente omosessuale e eterofoba. I maschi non possono avere rapporti sessuali con donne e nessun contatto, neanche visivo, con le donne di altre famiglie. Questa drastica separazione dovrebbe tutelare le donne contro la latente violenza maschile che ha libero sfogo nelle guerre. La riproduzione avviene per inseminazione artificiale. Nick è l'amante di Gwartha e questo è uno dei motivi per i quali è tenuto in grande considerazione dagli alieni. Il tabù che vieta la violenza contro donne e bambini è tuttavia il tallone di Achille dei bellicosi hwarhath che potrebbero dover combattere contro specie aliene prive del loro stesso tabù: ad esempio, qualora i terrestri venissero a conoscenza di questa limitazione, potrebbero avvantaggiarsene in battaglia, motivo per cui la loro sociologia è tenuta segreta al nemico. Tuttavia questo inaggirabile tabù non vige nei confronti degli animali e alcune fazioni hwarhath ostili a Gwartha e malfidate verso Nick, vorrebbero dichiarare gli esseri umani "animali" in virtù della loro diffusa eterosessualità e della loro mancanza di rispetto verso le donne e i minori. La presenza di Anna nella delegazione terrestre è stata voluta da un potente gruppo di donne della famiglia di Gwartha, proprio per avere un differente punto di vista sulla società terrestre.
Il pericolo che i terrestri vengano giudicati indegni di rispetto e quindi passibili di stermini è reale e Nick, conscio del rischio per la sua razza, dalla quale ha preso le distanze ma della quale comunque si sente di fare parte, organizza di nascosto la fuga di Anna verso la Terra per avvisare del pericolo; Anna tuttavia accetta il rischio e grazie alla sua onestà e capacità di persuasione riesce a far capire alle donne hwarhath che i terrestri pur con mille difetti e tante contraddizioni, pur con incontestabili differenze sociali rispetto agli alieni, son degni di rispetto. Questa opera di convicimento è sufficiente per far continuare i negoziati. Anna decide di approfondire gli studi sulla civiltà hwarhath che, contemporaneamente, si dimostra avida di apprendere la cultura terrestre, apprezzando la sua letteratura e le sue opere teatrali, ben presto adattate per i palcoscenici e ai gusti alieni.

## Edizioni
- (EN) Eleanor Arnason, Ring of Swords, 1ª ed., New York, Tor, 1993, ISBN 0-312-85518-4.
- (EN) Eleanor Arnason, Ring of Swords, New York, Orb, gennaio 1995, ISBN 0-312-89016-8.
- Eleanor Arnason, Meduse, traduzione di Grazia Alineri, n. 11, Uraniargento, Milano, Mondadori, dicembre 1995.